# Wilinton Aponzá
Wilinton Aponzá Carabali (Cali, Colombia; 29 de marzo de 2000) es un futbolista colombiano. Juega de delantero y su equipo actual es el Niki Volou de la Segunda Superliga de Grecia.

## Trayectoria
Formado en las inferiores del América de Cali, Aponzá se incorporó al Berço SC portugués en 2020.
El 28 de abril de 2021, fichó en el Portimonense SC de la Primeira Liga. Debutó en primera el 29 de agosto ante el F.C. Paços de Ferreira.
A mediados del 2023, el delantero firmó en el Chungnam Asan FC de la K League 2 de Corea..

## Estadísticas
Actualizado al último partido disputado el 25 de mayo de 2023.
| Club                      | Div.          | Temporada     | Liga  | Liga  | Copas nacionales | Copas nacionales | Copas internacionales | Copas internacionales | Total | Total |
| Club                      | Div.          | Temporada     | Part. | Goles | Part.            | Goles            | Part.                 | Goles                 | Part. | Goles |
| ------------------------- | ------------- | ------------- | ----- | ----- | ---------------- | ---------------- | --------------------- | --------------------- | ----- | ----- |
| Berço Portugal            | 4.ª           | 2019-20       | 3     | 0     | —                | —                | —                     | —                     | 3     | 0     |
| Berço Portugal            | 4.ª           | 2020-21       | 16    | 4     | —                | —                | —                     | —                     | 16    | 4     |
| Berço Portugal            | Total club    | Total club    | 19    | 4     | 0                | 0                | 0                     | 0                     | 19    | 4     |
| Portimonense Portugal     | 1.ª           | 2021-22       | 21    | 1     | 1                | 0                | —                     | —                     | 22    | 1     |
| Portimonense Portugal     | 1.ª           | 2022-23       | 1     | 0     | 0                | 0                | —                     | —                     | 1     | 0     |
| Portimonense Portugal     | Total club    | Total club    | 22    | 1     | 1                | 0                | 0                     | 0                     | 23    | 1     |
| Sporting Covilhã Portugal | 2.ª           | 2022-23       | 24    | 8     | 0                | 0                | —                     | —                     | 24    | 8     |
| Sporting Covilhã Portugal | Total club    | Total club    | 24    | 8     | 0                | 0                | 0                     | 0                     | 24    | 8     |
| Total carrera             | Total carrera | Total carrera | 65    | 13    | 1                | 0                | 0                     | 0                     | 66    | 13    |